# Michailowka (Primorje, Michailowski)
Michailowka (russisch Миха́йловка) ist ein Dorf (selo) in der Region Primorje in Russland mit 8618 Einwohnern (Stand 1. Oktober 2021).

## Geographie
Der Ort liegt etwa 90 km Luftlinie nördlich des Regionsverwaltungszentrums Wladiwostok und etwa 15 km nordnordöstlich der Großstadt Ussurijsk. Er befindet sich an mehreren rechten Zuflüssen der einige Kilometer südöstlich fließenden Rakowka entfernt, die ihrerseits bei Ussurijsk in die Rasdolnaja mündet.
Michailowka ist Verwaltungszentrum des Rajons Michailowski sowie Sitz der Landgemeinde Michailowskoje selskoje posselenije, zu der außerdem die Dörfer Kirpitschnoje (4 km südwestlich), Nekruglowo (7 km nordöstlich), Nowoje (6 km nördlich), Pestschanoje (9 km ostsüdöstlich), Seljony Jar (6 km nordöstlich) und Wassiljewka (6 km südlich) gehören.

## Geschichte
Das Dorf wurde 1870 gegründet. Am 4. Januar 1926 wurde es Verwaltungssitz eines nach ihm benannten Rajons.

### Bevölkerungsentwicklung
| Jahr | Einwohner |
| ---- | --------- |
| 1897 | 1.191     |
| 1939 | 8.021     |
| 1959 | 4.709     |
| 1970 | 5.719     |
| 1979 | 8.297     |
| 1989 | 10.290    |
| 2002 | 9.319     |
| 2010 | 9.153     |
| 2021 | 8.618     |

Anmerkung: Volkszählungsdaten

## Verkehr
Östlich von Michailowka führt die neue Trasse der föderalen Fernstraße A370 Ussuri (ehemals M60) von Chabarowsk nach Wladiwostok vorbei. Die alte Trasse verläuft durch den Ort; in nördlicher Richtung zweigt die Regionalstraße 05A-192 (ehemals A182) in Richtung Chorol – Kamen-Rybolow – Turi Rog am Chankasee ab.
Am nordöstlichen Rand des Ortes befindet sich die Station Dubininski bei Kilometer 9158 (ab Moskau) der Transsibirischen Eisenbahn, die auf diesem Abschnitt 1897 eröffnet wurde und seit 1999 elektrifiziert ist. Bei der Station zweigt die nördliche Güterumgehungsstrecke um Ussurijsk in Richtung Pogranitschny – Grenze zur Volksrepublik China (ehemalige Chinesische Osteisenbahn) ab.